# François Villon
François Villon, pravog imena François de Montcorbier (Pariz, 1431. – 1463.), francuski pjesnik.

## Život i djelo
…

## Poezija
- Le Lais (1457)
- Le Testament (1461)
- Ballade des pendus (1462)